# Hobart's Funnies
«Приколи Гобарта» (англ. Hobart's Funnies) — серія модифікованих або удосконалених інженерних бойових машин, розроблених на базі танків зі складу танкових військ Сухопутних військ Великої Британії. В основному ця інженерна техніка знаходилася на озброєнні 79-ї бронетанкової дивізії Британської армії. Зразки були розроблені під керівництвом командира дивізії генерал-майора Персі Гобарта, на честь якого їй і було надано таке прізвисько.
Після проведення аналізу причин провалу рейду на Дьєпп, фахівці прийшли до висновку, що для подолання загороджень берегової оборони противника потрібно створити особливу техніку, й запропонували декілька варіантів розв'язання проблем бойового застосування бронетанкової техніки при плануванні вторгнення до Нормандії. На ці зразки інженерних бойових машин покладалися різнорідні завдання.

## Історія
Зразки інженерної бронетехніки під назвою «Іграшки Гобарта»

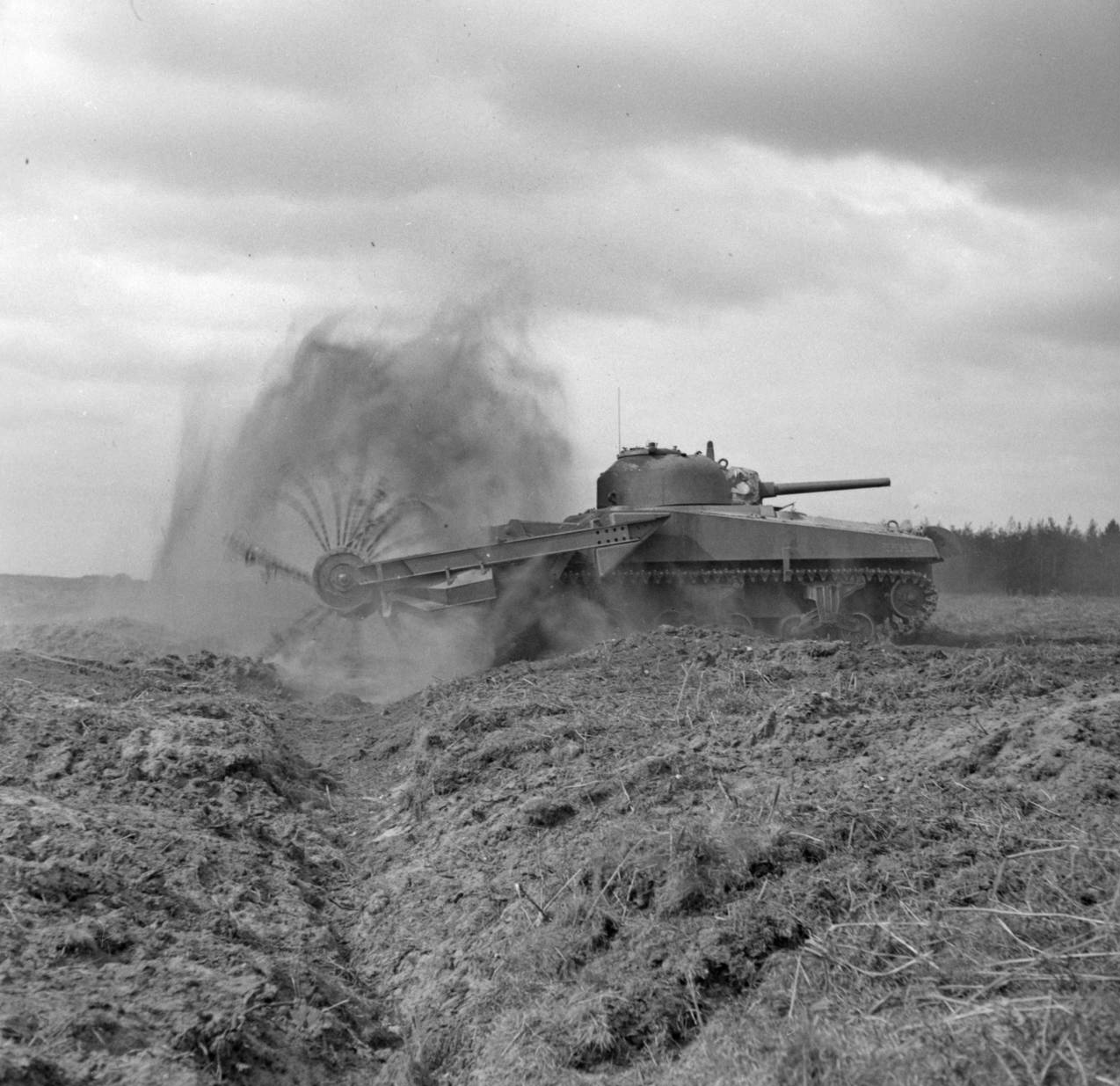
Sherman M4-A4 «Crab» — інженерний танк для пророблення переходів в мінних полях
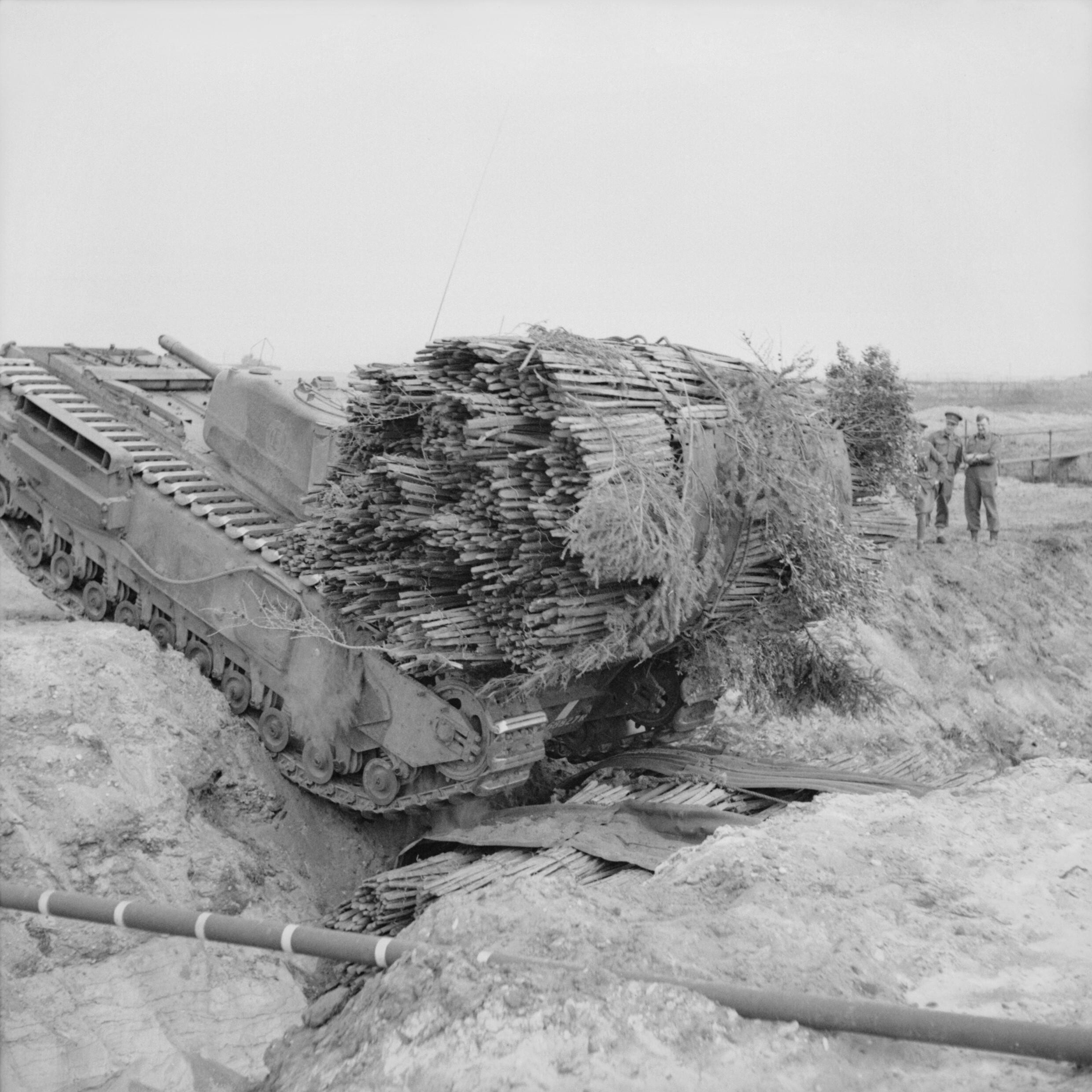
Спеціальний інженерний танк «Черчілль» з фашинами для прокладання тарасових переходів
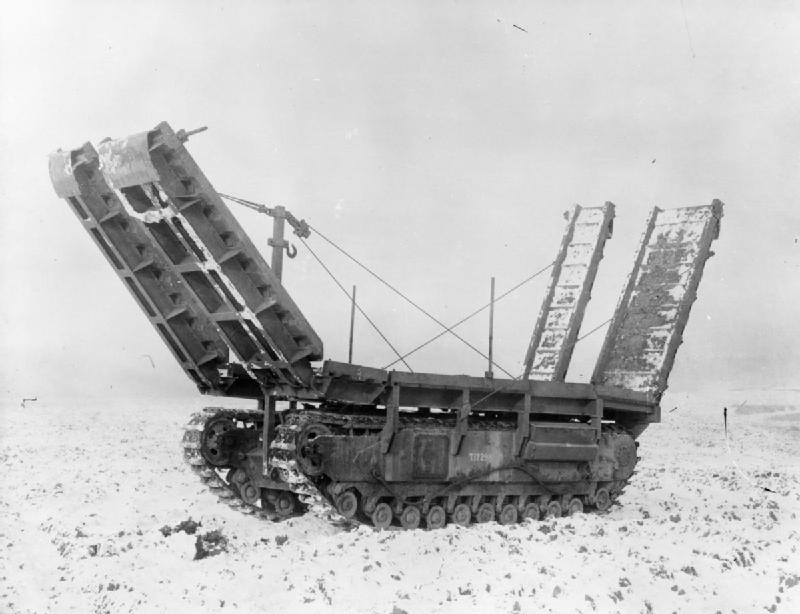
Танковий мостоукладальник
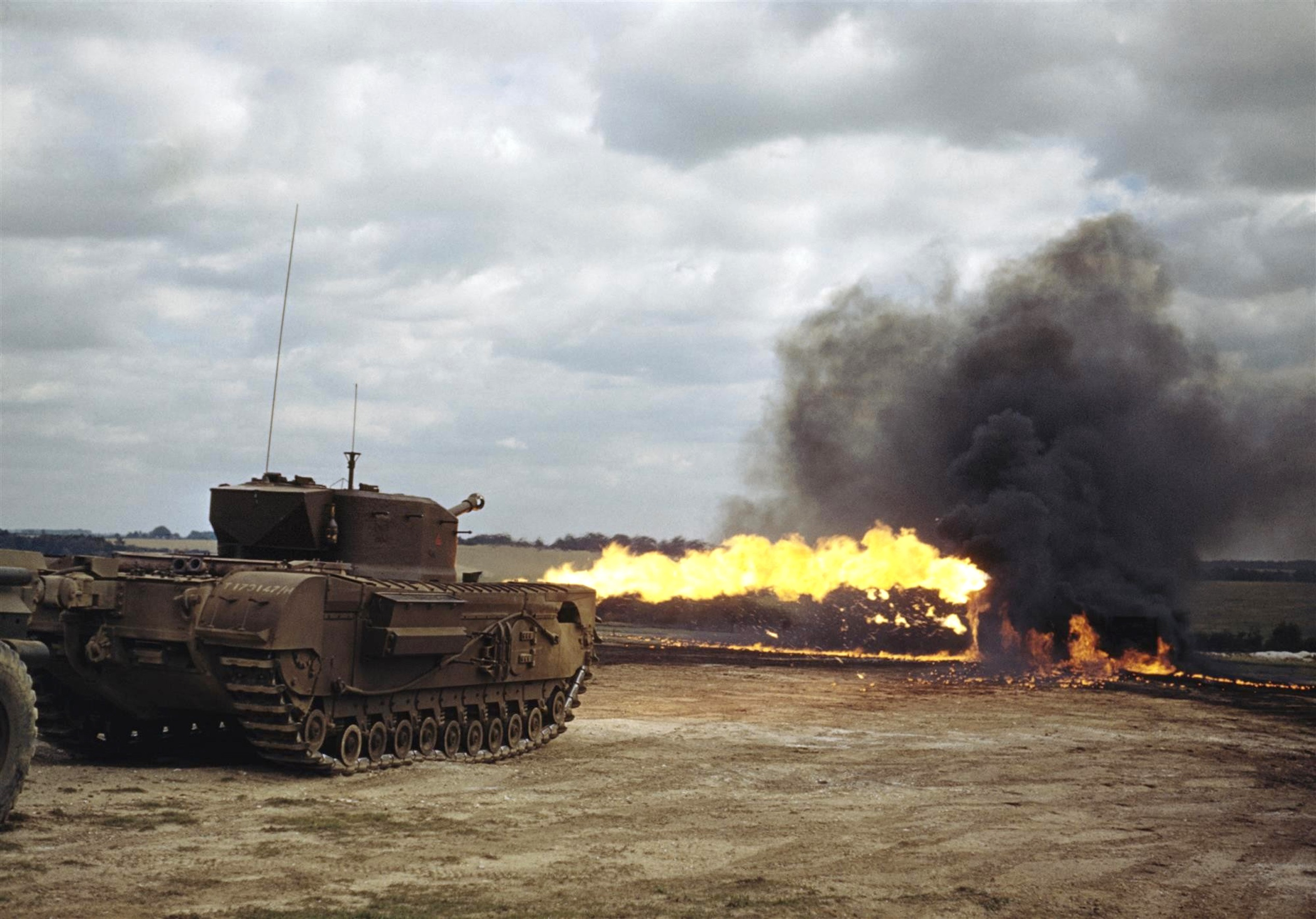
Вогнеметний танк «Черчілль-Крокодил»
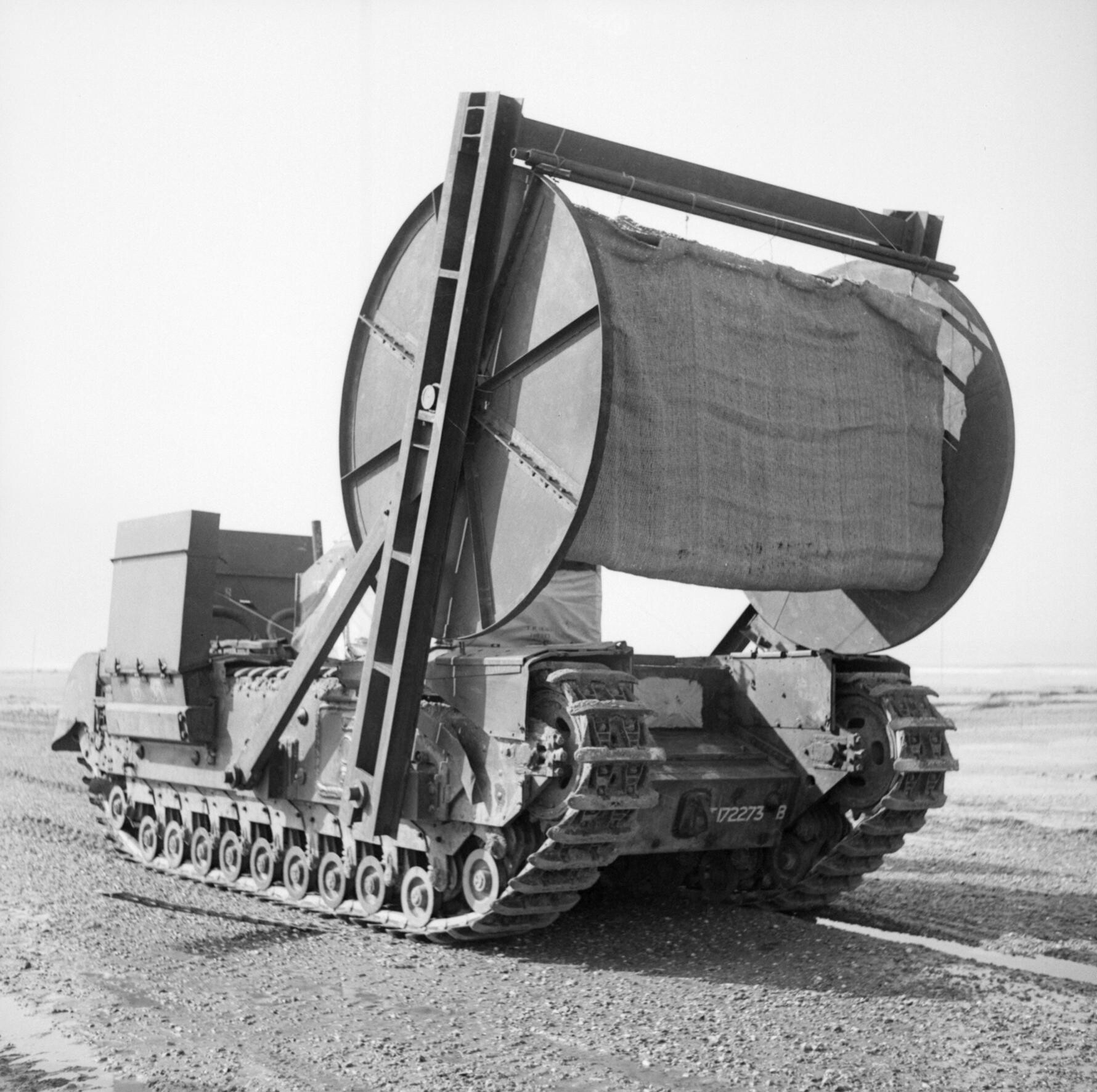
Прокладальник переходів
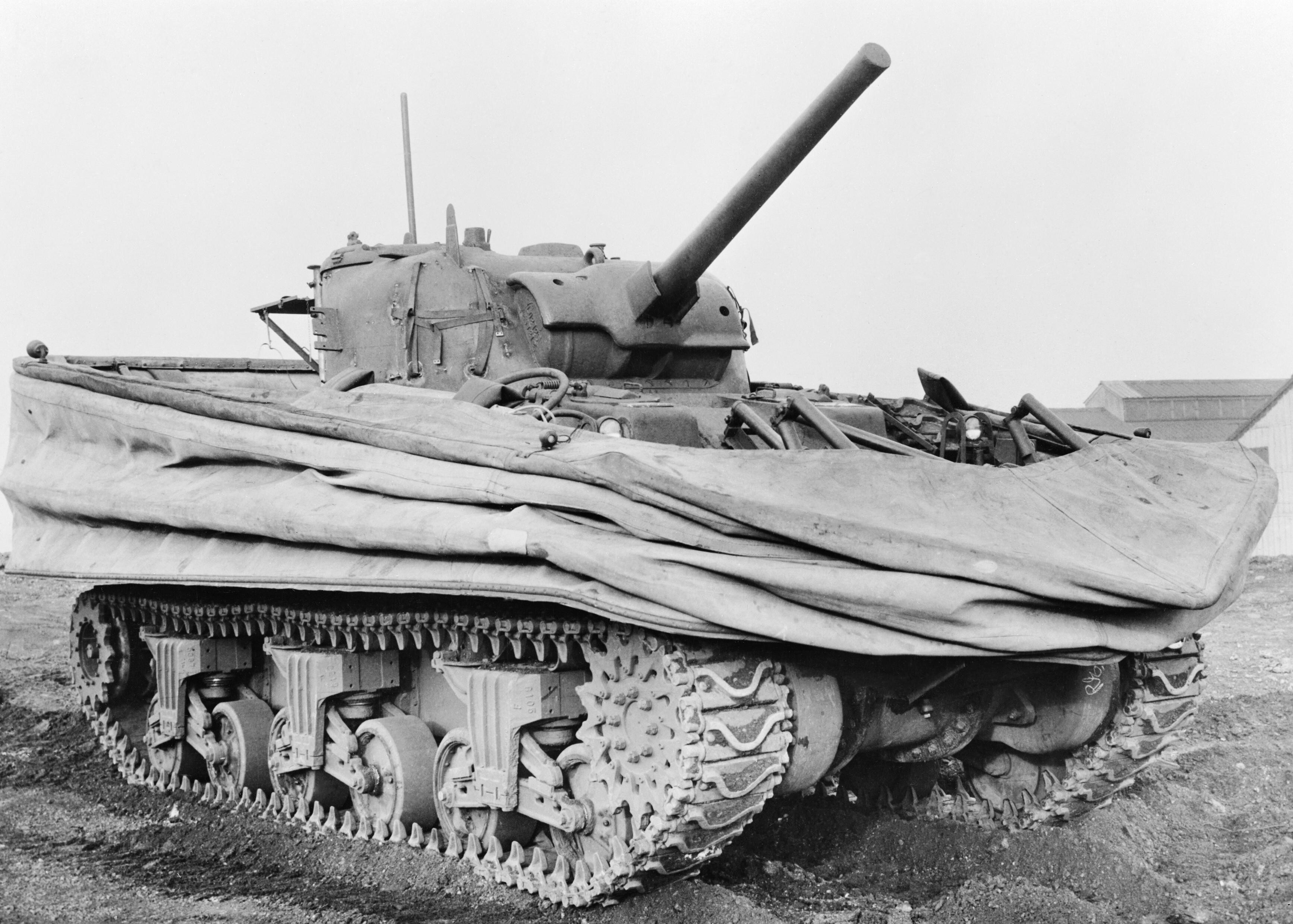
Плаваючий танк
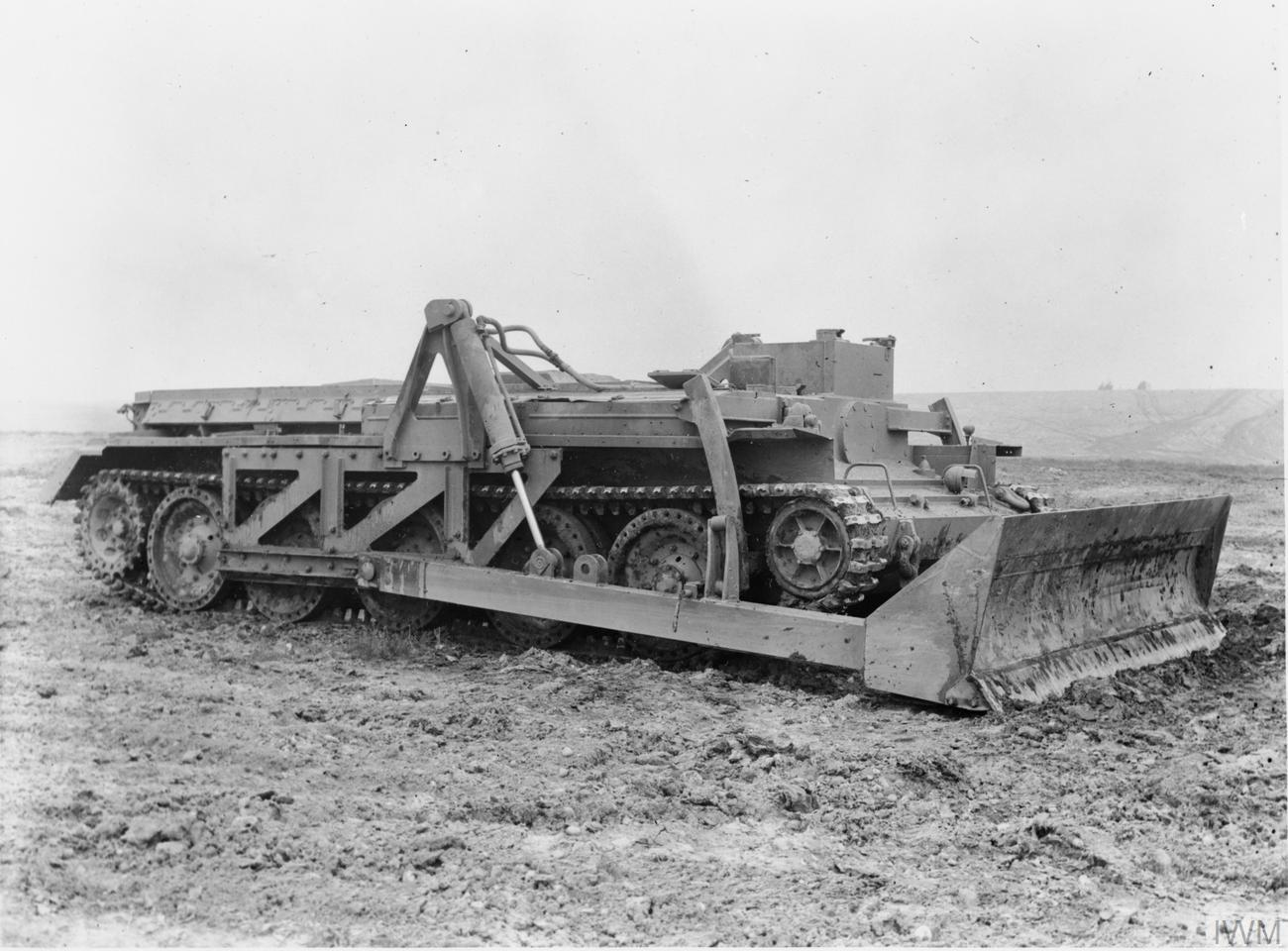
Броньований бульдозер «Centaur»
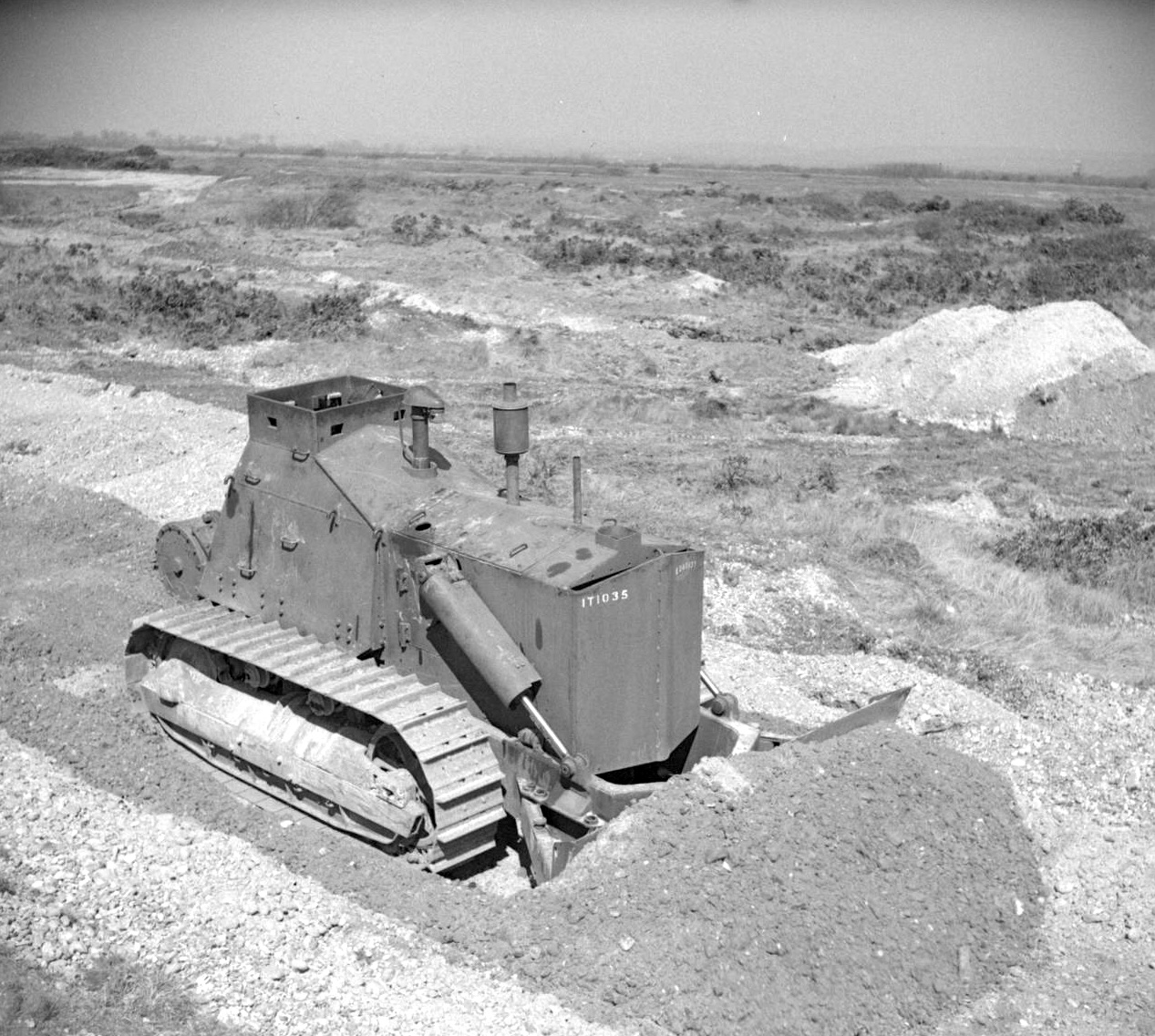
Броньований бульдозер D-7
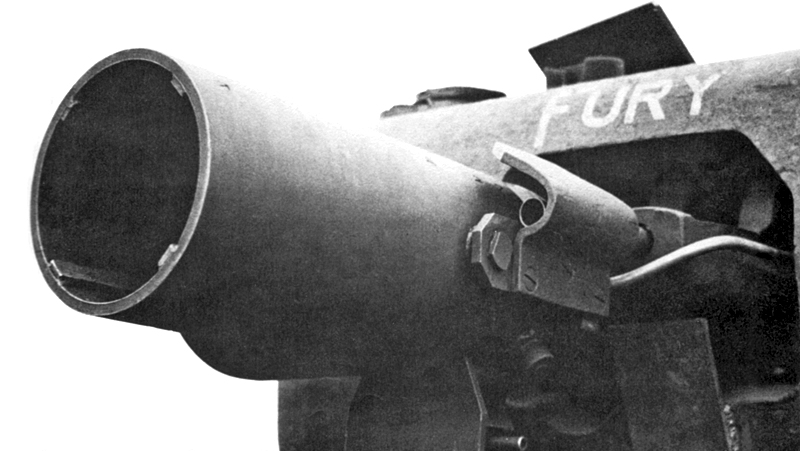
Інженерний танк з установкою для видстрілювання підривних зарядів
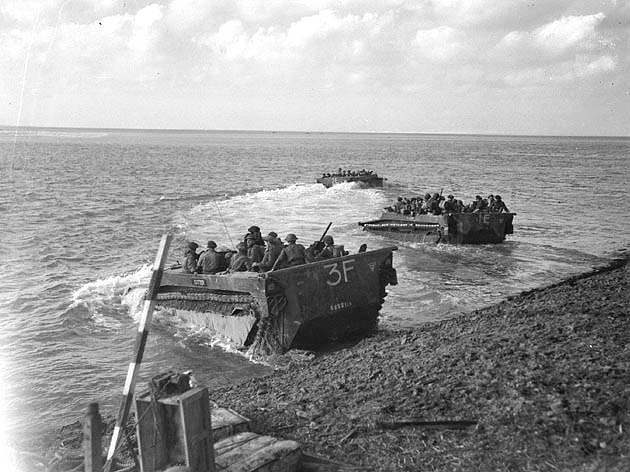
Амфібійні танки долають водну перешкоду
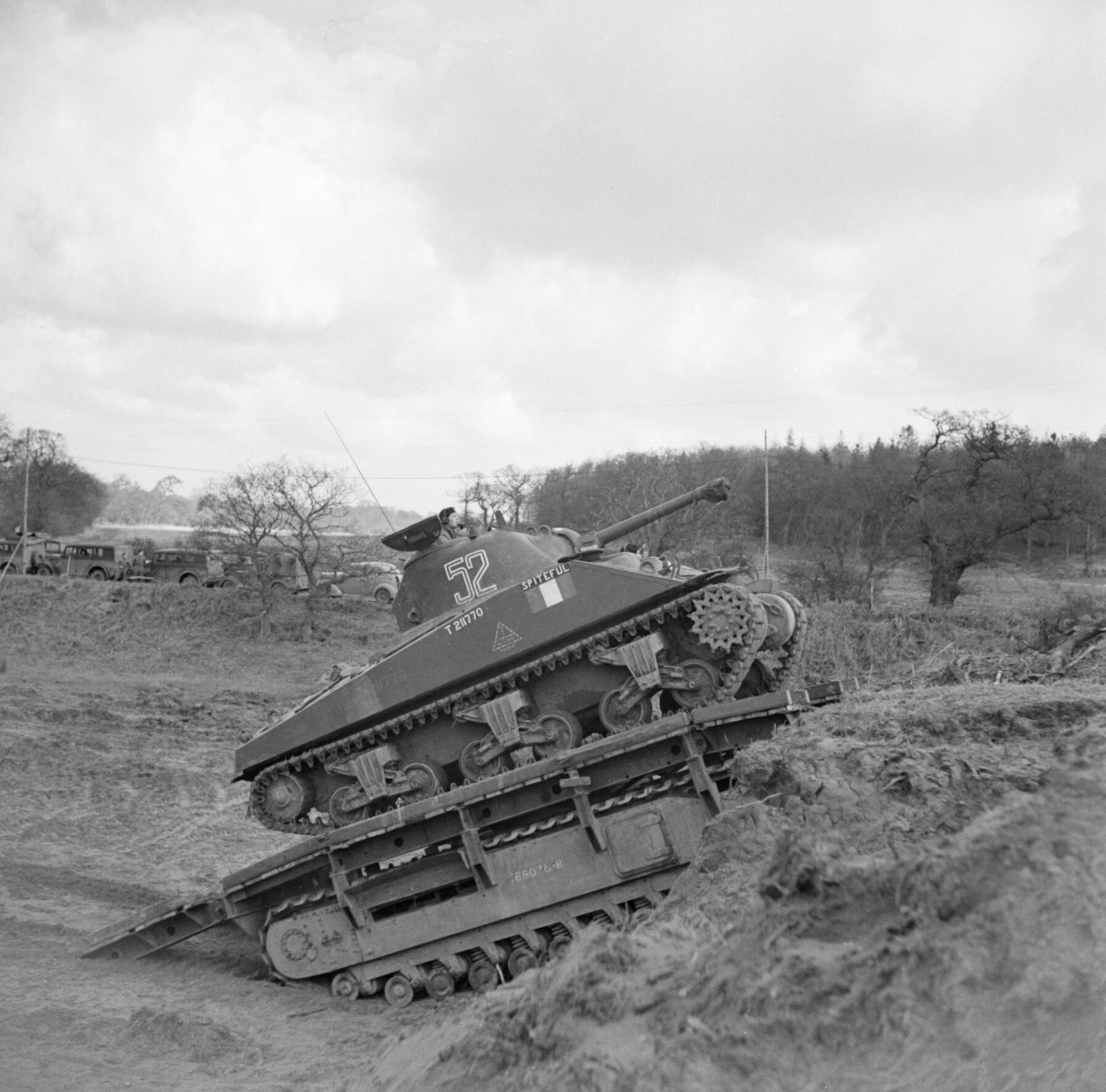
Танк Sherman долає за допомогою «арки Черчілля» (Churchill Ark) протитанковий ескарп під час тренування